# Erycina crista-galli
Erycina crista-galli är en orkidéart som först beskrevs av Heinrich Gustav Reichenbach, och fick sitt nu gällande namn av Norris Hagan Williams och Mark W. Chase. Erycina crista-galli ingår i släktet Erycina och familjen orkidéer. Inga underarter finns listade i Catalogue of Life.